# Huete
Huete – gmina w Hiszpanii, w prowincji Cuenca, w Kastylii-La Mancha, o powierzchni 377,57 km². W 2011 roku gmina liczyła 1974 mieszkańców.